# El regreso de la pesca: remolcando el barco
El Regreso de la pesca: remolcando del barco es un óleo sobre lienzo del pintor español Joaquín Sorolla en 1894. De grandes dimensiones (265 x 403,5cm) está expuesto en el Museo de Orsay desde 1977. La pintura representa el regreso de un barco de pesca de vela latina. Dos bueyes arrastran el bote en una playa rodeada de pescadores.

## Historia
La pintura fue adquirida por el Estado francés en 1895 por 6.000 francos. Se expuso sucesivamente en el Museo de Luxemburgo, en el Museo del Louvre (1922), en el Museo Nacional de Arte Moderno (Francia) (1946) hasta 1977, cuando fue atribuido al Louvre y desde entonces se ha expuesto en el Musée d'Orsay.

## Descripción
La escena tiene lugar junto al mar, a la vuelta de un barco de pesca a la playa El Cabañal, Valencia. En el centro de la composición, dos bueyes en primer plano dibujan un barco, en el fondo. La vela que está inflada por el viento y parece ayudarlos. A la izquierda, en primer plano, un pescador está esperando con una tabla, probablemente en la que se pondrá el barco cuando llegue el momento. Otro marinero se sienta en el cuello de uno de los bueyes que parece guiar. En el fondo, en las sombras, otro marinero mira el barco. Finalmente, también en el plano de fondo, a la luz, un último pescador en el barco ajusta una escucha para que el viento facilite la maniobra. El conjunto tiene lugar junto al mar. Si no vemos arena, el espectador parece estar en la playa y es ignorado por todos los actores de esta escena.
Toda la composición se destaca sobre fondos azules (mar abajo, cielo arriba). La vela ocupa la mitad del espacio compartido por una diagonal. Sorolla saca ráfagas de luz de las sombras oscuras causadas por la sombra de la vela. La escena parece inspirada en una fotografía, atrapada en el lugar, ninguno de los actores observaría al fotógrafo.

## Recepción
La pintura fue un gran éxito entre los habitantes de la ciudad seducidos por «su ambiente mediterráneo [...] trabajo manual y vivacidad». El pintor recibió la distinción más alta otorgada en la exposición, y la pintura fue comprada por el Musée du Luxembourg.